# Рескупорід I (цар сапеїв)
Рескупорід I (д/н — 41 до н. е.) — цар фракійців-сапеїв (Південна Фракія). Разом з братом Раском першим отримав титул царя.

## Життєпис
Син Котіса I, вождя або династа сапеїв. У 48 році до н. е. після смерті батька разом з братом Раском успадкував владу. Спочатку співдинасти діяли спільно. Вони підтримали Гнея Помпея Великого у боротьбі проти Гая Юлія Цезаря. Того ж року було відправлено 200 вершників до армії Помпея. Але поразка останнього у битві при Фарсалі того ж року призвела до того, що сапеї підкорилися Цезареві. Гай Юлій Цезар, сповідуючи римський принцип «розідляй і володарюй», не покарав Рескупоріда і його брата, а навпаки наділив їх частиною володінь Садали II, одрисько-астейського царя, послаблюючи останнього.
У 43 році до н. е. Рескупорід I розійшовся з братом щодо підтримки вбивць Цезаря — Марка Юнія Брута і Гая Кассія Лонгіна. На відміну від брата Рескупорід I підтримав останніх, а Раск став на бік тріумвірів — Марка Антонія і Октавіана. Втім це не призвело до війни між братами. Рескупорід I допоміг Бруту приборкати фракійське плем'я бессів, що повстало. 
У 42 році дон. е. на чолі війська у 3 тис. вершників брав участь у битві при Філіппах, де Брут й Кассій зазнали поразки. Завдяки братові отримав помилування від Антонія. Згідно з Діоном Кассієм, у цей час братам надано титул царів, який до того мали тільки володарі одрисів. Також посилено вплив Сапейської держави серед астейських племен, даників Одриського царства. Цим було закладено основу впливу сапеїв у Фракії.
Помер приблизно 41 року до н. е. Владу успадкував його син Котіс II, оскільки брат Раск помер раніше або невдовзі після Рескупоріда I.